# Вільям Фрізе-Грін
Вільям Фрізе-Ґрін (англ. William Friese-Greene; 7 вересня 1855, Бристоль — 5 травня 1921, Лондон) — англійський фотограф та винахідник у галузі кіно та фотографії, один з основоположників кінематографу. У 1889 році спільно з англійським інженером Морісом Евансом отримав перший патент на хронофотографічний апарат, в якому вперше була застосована перфорована целулоїдна стрічка зі світлочутливим шаром. 

## Життєпис
Народився Вільям Ґрін у Бристолі. Навчався він у «Queen Elizabeth's Hospital». У 1869 році Ґрін став помічником у фотографа Моріса Ґуттенберґа. До 1875 року в Ґріна вже були власні фотостудії в Баті та Бристолі. Пізніше Ґрін відкрив ще дві філії — у Лондоні та Брайтоні. 24 березня 1874 року Ґрін одружився з Геленою Фрізе і змінив власне прізвище, додавши до нього дошлюбне прізвище дружини. Фрізе-Ґрін переїхав Гарвідж та мешкав там з 1897 по 1904 роки.

## Винаходи
У Баті Вільям познайомився з Джоном Раджем — творцем різних корисних технічних пристосувань і великим фахівцем з розробки чарівних ліхтарів. Незадовго до цього Радж розробив нову модель чарівного ліхтаря, його винахід міг швидко змінювати 7 слайдів, створюючи досить реалістичну ілюзія руху. Фрізе-Ґріна винахід Раджа буквально підкорив, і вони разом взялися за доопрацювання пристрою. 
З часом Фрізе-Ґрін усвідомив фундаментальний недолік пристрою — він працювало зі скляними пластинками, які змінюватимуть з достатньою швидкістю не могли. Вільям почав експериментувати з іншими матеріалами, спочатку він пробував промаслений папір, а у 1887 році перейшов на целулоїдну плівку.
21 червня 1889 року Фрізе-Ґрін запатентував нову модель 'хронофотографіческой' камери. Цей пристрій міг знімати до 10 знімків у секунду, використовуючи перфоровану целулоїдну плівку. Тоді ж Фрізе-Ґрін включив у конструкцію апарату скачковий механізм.
Плівка у Фрізе Гріна надходила з барабана що подає на приймальний барабан. Останній, за допомогою руків'я, що оберталося рукою, приводився в рух. Плече, несучий обертальний ролик, рухалось за допомогою спірального кулачка. При своєму русі воно тягнуло вниз плівку, яка потім залишалася нерухомою, поки ролик відходив під дією пружини. Одночасно з відходом плеча затвор відкривався за допомогою такого ж спірального кулачка. Останній був сконструйований на валу, що приводиться в рух рукою. Кожен оберт, таким чином, відтворював окремий кадр плівки.

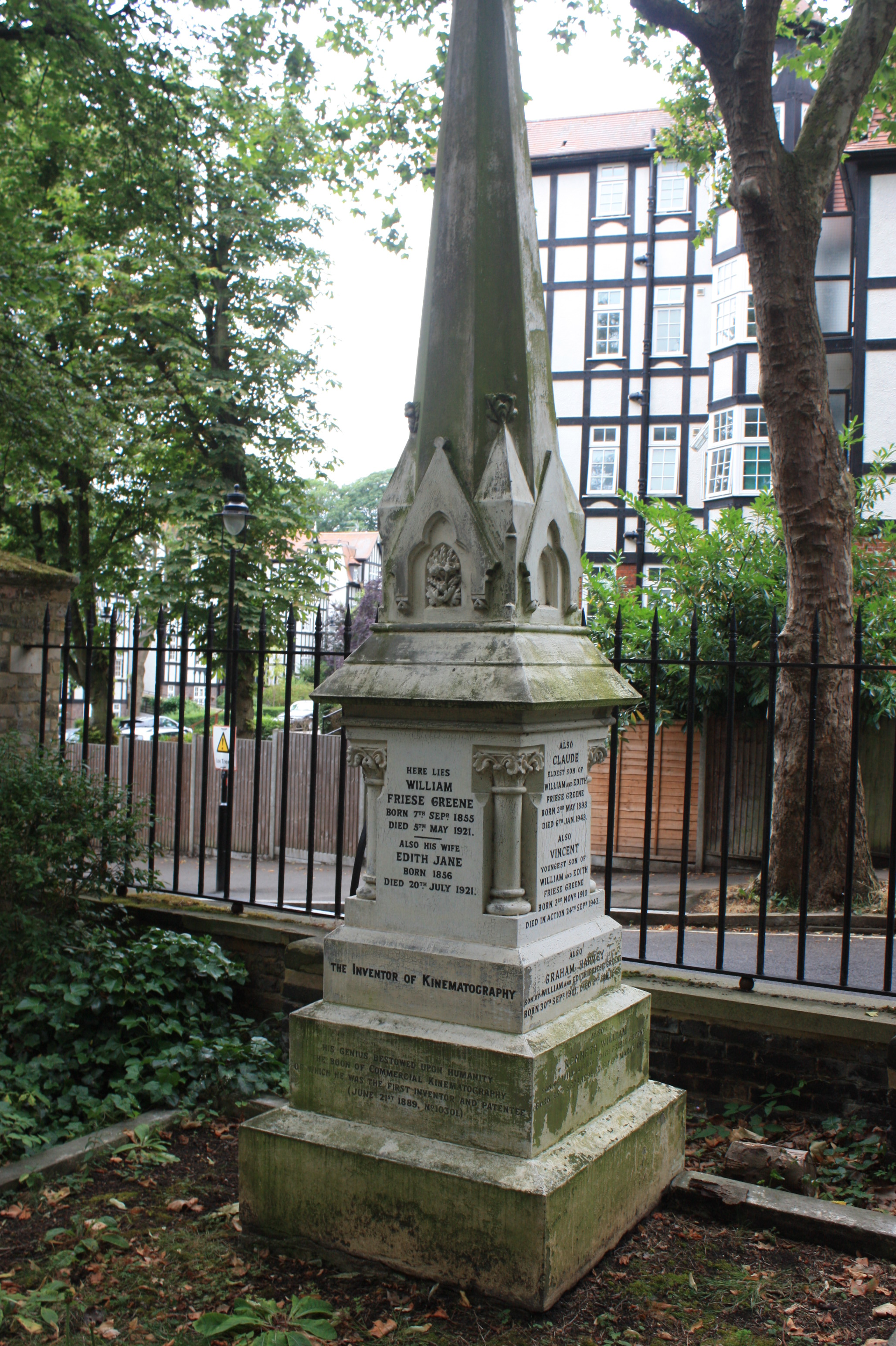
Могила Вільяма Фрізе-Ґріна на Гайґейтському цвинтарі.

28 лютого 1890 року стаття про камеру з'явилася у British Photographic News, вирізку зі статтею Фрізе-Ґріна пізніше відправив Томасу Едісону, який активно працював над своєю версією пристрою, відомою як «Кінетоскоп». Стаття Фрізе-Ґрін була передрукована у часописі «Scientific American» на 19 квітня 1890 року.
У 1890 році Фрізе-Ґрін продемонстрував свій винахід перед публікою. На жаль, працював апарат досить повільно і ненадійно, так що бажаного враження справити не вдалося. Експерименти свої Фрізе-Ґрін проводив жертвуючи прибутками з інших проектів. Проте справи його йшли не найкращим чином, до 1891 року винахідник збанкрутував. Пізніше йому довелося продати свій хронофотографічний патент за 500 фунтів, який Фрізе-Ґрін викупити так і не спромігся
.
Згодом Фрізе-Ґрін взявся за розробку кольорового кінематографа. Експериментував він з системою Biocolour — пропускав плівку через два колірних фільтра, червоний та зелений. Розробка ця і справді могла видавати досить правдоподібні кольори, однак і недоліків мала чимало. До того ж, життя Фрізе-Ґріну ускладнили конкуренти Джордж Альберт Сміт та Чарльз Урбан, які розробляли аналогічний проект і які звинуватили Вільяма у порушенні патенту. Після довгих розглядів позову в суді, Фрізе-Ґрін спочатку програв його у 1914 році, проте у 1915 — виграв. Але скористатися своєю перемогою він не зумів. Пізніше працю Вільяма Фрізе-Ґріна продовжив його син Клод, і йому, на відміну від батька, вдалося домогтися успіху.

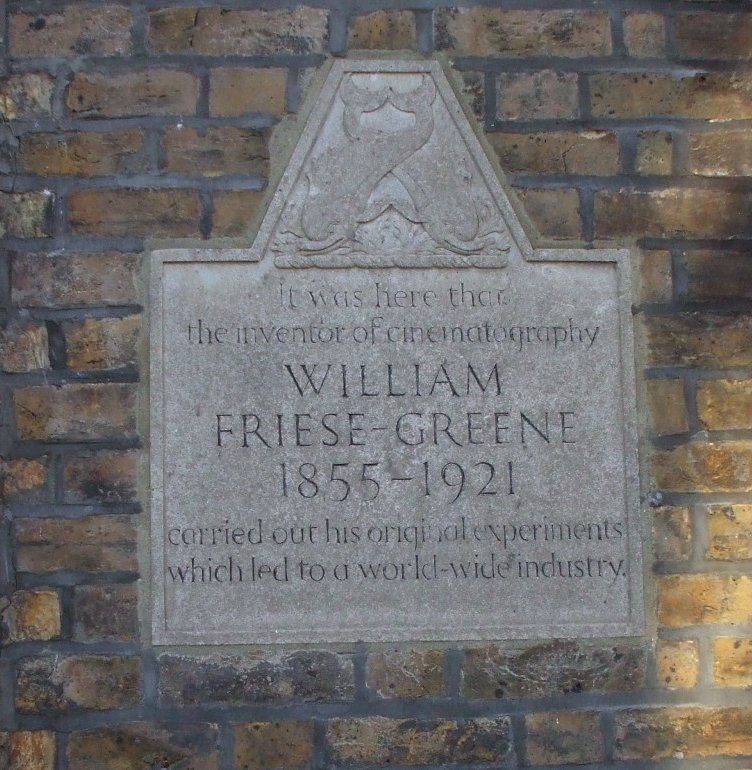
Меморіальна дошка Вільяму Фрізе-Ґріну на будинку де він мешкав у Бристолі

На стіні будинку в англійському місті Брайтон, де жив Вільям Фрізе-Ґрін, встановлено меморіальну дошку.

### Смерть
У 1921 році Фрізе-Ґрін вирушив до Лондона на зустріч діячів кіноіндустрії. Головною темою зустрічі був важкий стан британського кінематографу. Фрізе-Ґріну тези і тон доповідачів не припали до смаку і він спробував було заперечити, проте мова його раптово втратила всяку виразність. Вільяму допомогли сісти на місце але трохи пізніше Фрізе-Ґрін звалився зі свого місця і помер. На момент смерті Вільяму Фрізе-Ґріну було 65 років. Тіло винахідника було поховано на лондонському Гайґейтському цвинтарі. Монумент створив Едвін Лютьєнс. Дружина Фрізе-Ґріна померла декілька місяців по тому і була похована поряд з ним.

## Фільмографія
У 1889 році Фрізе-Ґрін зняв кілька короткометражних фільмів, які в 1890 році демонстрував у Королівському фотографічному товаристві.
- «Брайтон Вулична сцена» (1888)[12];
- «Неквапливі пішоходи, омнібуси з відкритим верхом і кеби з кіньми, що скачуть» (1889);
- «Трафік на Кінґс-Роуд, Челсі» (1889).